# Juan Manuel Mercado
El presbítero Juan Manuel Mercado fue uno de los promotores del movimiento revolucionario del 25 de mayo de 1809 en Chuquisaca y uno de los principales partícipes de la del 16 de julio en La Paz. Integró la junta revolucionaria, llamada Junta Tuitiva.

## Biografía
Juan Manuel Mercado nació en Chuquisaca en 1780. Doctorado en la Universidad Mayor Real y Pontificia San Francisco Xavier de Chuquisaca, fue consagrado sacerdote en la arquidiócesis de La Plata. 
Al igual que su hermano el abogado Mariano Michel Mercado eran del partido independentista. Producido el movimiento del 25 de mayo, se enviaron emisarios a distintas ciudades supuestamente con el objeto de transmitir sus leales intenciones para con Fernando VII de España y llevar a cabo tareas encomendadas por la Real Audiencia de Charcas pero con la misión encubierta de fomentar los sentimientos independentistas entre los habitantes de otras ciudades.
A Cochabamba salieron primero Mariano Michel y Tomás Alzérreca. A La Paz fueron enviados primero Gregorio Jiménez y Manuel Toro, pero fracasaron en su misión, por lo que se resolvió enviar a Juan Manuel Mercado junto a su hermano Michel y al Alcalde Provincial del Cuzco, Antonio Paredes. En Sicasica, en la ruta a La Paz, se les sumó el cura Antonio Medina, mientras Paredes seguía viaje al Cuzco. 
En La Paz, tomó parte activa de la conspiración y permaneció en la ciudad cuando, un mes después de su arribo, regresó Michel a Chuquisaca. Participó de la revolución del 16 de julio de 1809. A punto de salir en comisión a la ciudad de Arequipa en procura de apoyo al movimiento fue incorporado a la Junta Tuitiva haciéndose cargo de la secretaría de culto en conjunto con Melchor León de la Barra.
El 30 de octubre ante la ausencia de algunos de sus principales miembros, entre ellos su presidente Murillo, la Junta se disolvió. Mercado acusó a Murillo por el hecho, llegando a amenazarlo de muerte.

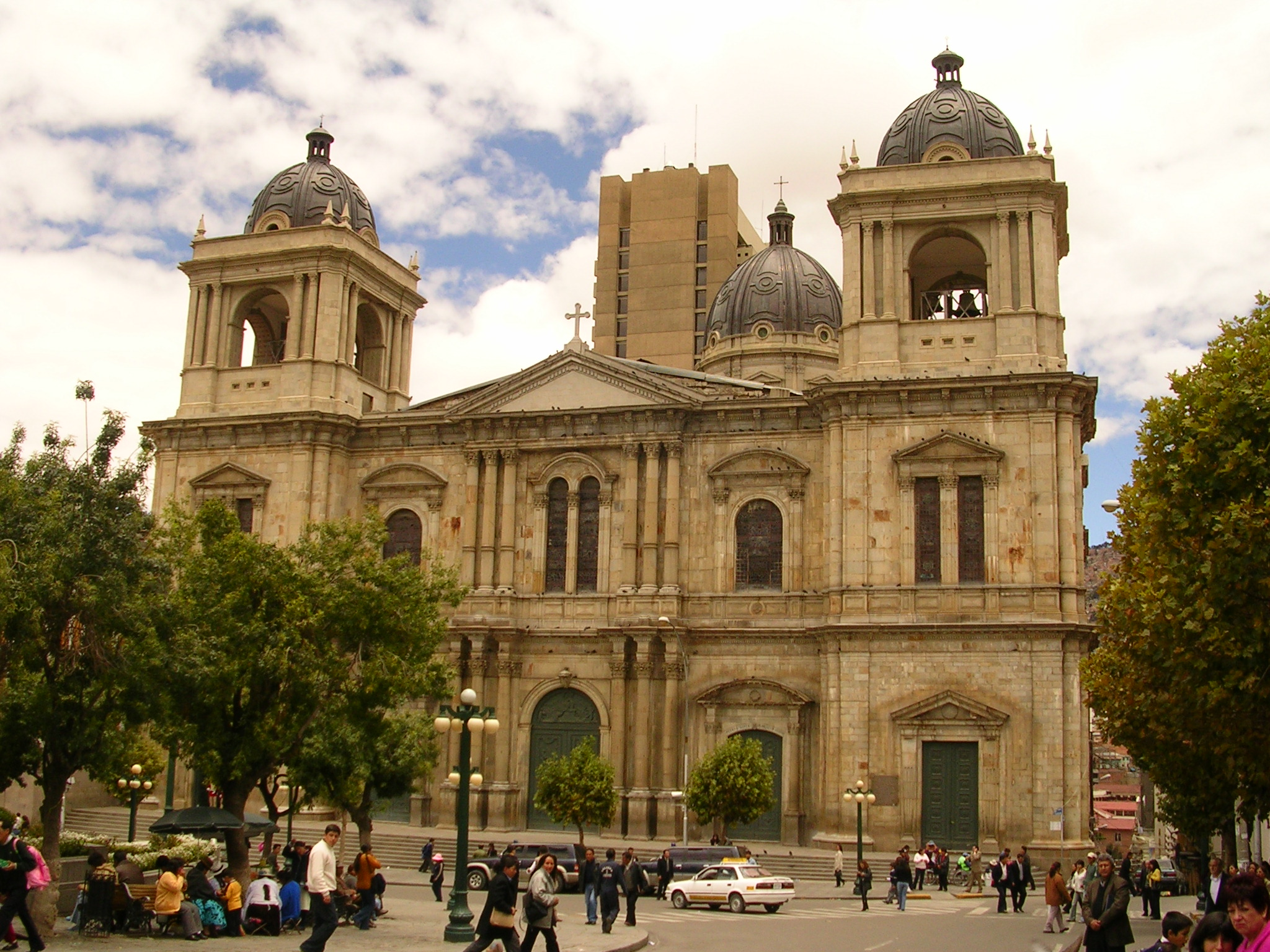
Catedral Metropolitana de La Paz.

Tras la dispersión de las tropas rebeldes el 25 de octubre en los Altos de Chacaltaya a manos del José Manuel de Goyeneche, y durante toda la sustanciación de los procesos contra los revolucionarios, Mercado consiguió mantenerse oculto, hasta que fue finalmente detenido el 18 de enero de 1810, a pocos días de las ejecuciones. 
Condenado a diez años de prisión a cumplir en el presidio de las Filipinas, salió en dirección a Buenos Aires. Producida la Revolución de Mayo fue liberado y permaneció en las Provincias Unidas del Río de la Plata durante toda la guerra manteniendo su compromiso con la causa patriota.
Finalizada, regresó al Alto Perú y fue designado Chantre en el Coro de la catedral de La Paz.
Falleció en La Paz el 7 de septiembre de 1841, a la edad de 61 años.